# Melodifestivalen 1971
Después de rechazar participar en el Festival de la Canción de Eurovisión 1970, como negativa ante los resultados de dicho certamen en 1969, Suecia volvería a organizar el Melodifestivalen en 1971.
En esta ocasión, el formato cambió considerablemente. Se celebraron cinco semifinales dentro del programa de televisión "Hylands Hörna" en la que interpretaban un tema Tommy Körberg, Sylvia Vrethammar y Family Four. Todas estas semifinales fueron ganadas por el tema interpretado por la formación Family Four.
La final fue presentada por Lennart Hyland, mientras que el director de orquesta fue Claes Rosendahl.

## Temas participantes en la final
1. "Vita vidder" (texto & música: Håkan Elmquist)                22 ptos.
2. "Tjänare kärlek" (texto & música: Peter Himmelstrand)         17 ptos.
3. "Heja mamma" (texto & música: Peter Himmelstrand)             11 ptos.
4. "Min sång" (texto: Anja Notini-Wallin, música: Bengt-Arne Wallin)     10 ptos.
5. "En sång om världen" (texto: Göran Dahlström, música: Anders Bergsjö)  9 ptos.

### Semifinal 1
- Family Four - "Heja mamma"
- Sylvia Vrethammar - "Visst lever kärleken"
- Tommy Körberg - "Resan hem"

### Semifinal 2
- Family Four - "Tjänare kärlek"
- Sylvia Vrethammar - "Tänk dig en sån dag"
- Tommy Körberg - "En kärlek som ej fanns"

### Semifinal 3
- Family Four - "Min sång"
- Sylvia Vrethammar - "Leka kurragömma"
- Tommy Körberg - "Låt oss fly till en ny morgondag"

### Semifinal 4
- Family Four - "En sång om världen"
- Sylvia Vrethammar - "Jag blir lycklig var gång jag ser dig"
- Tommy Körberg - "Blommor och grönt"

### Semifinal 5
- Family Four - "Vita vidder"
- Sylvia Vrethammar - "Här är jag"
- Tommy Körberg - "Var är du nu"